# Cape Coral
Cape Coral est une ville américaine du comté de Lee, en Floride. Avec une population estimée en 2010 à 154 305 habitants, c'est la ville la plus peuplée du sud-ouest de la Floride. Avec une superficie de 298,1 km2, c'est la deuxième plus grande ville de Floride.
La ville contient un des plus larges réseaux de canaux au monde (640 km) au bord desquels de nombreuses maisons sont construites qui ont un accès direct à ces canaux via un ponton. La pêche est pratiquée dans ces canaux.
La population de la ville s'est rajeunie depuis les années 1990, ce qui a entrainé la création d'activités commerciales et de loisirs.

## Histoire
L'origine de la ville remonte à 1957 quand les promoteurs Leonard et Jack Rosen ont acheté 270 km2 de terres dans le comté de Lee pour 678 000 $. C'est en 1958 qu'a commencé le développement de la ville : les canaux ont été creusés, des rues pavées, des maisons et des commerces construits. Les premières habitations furent achevées en mai 1958 sur Riverside Drive et Flamingo Drive.
Le développement continua au cours des années 1960. En 1963, on dénombrait 2 850 habitants et 1 300 bâtiments achevés ou en cours de construction, 130 kilomètres de rues goudronnées et 260 kilomètres de canaux creusés. Un yacht club, un parcours de golf et une clinique ouvrirent peu de temps après. En 1964, la construction du pont de Cap Coral (en) (1 000 mètres de long) facilita fortement l'accès à la ville. Ce pont permet de traverser le fleuve Caloosahatchee et évite ainsi un détour de plus de 30 km via Fort Myers.
Durant les premières années, la ville était connue pour son importante communauté de retraités. Cela changea dans les années 1990 avec l'arrivée de nombreuses familles. La population est formée à 20 % par des vacanciers.

## Géographie
Selon le Bureau du recensement des États-Unis, la ville a une superficie totale de 300 km2 dont 9 % de plans d'eau.
Cape Coral est une large péninsule et est bordée par le fleuve Caloosahatchee. La ville de Fort Myers se trouve sur la rive sud du fleuve.

### Canaux
Il y a plus de 640 km de canaux dans la ville, un record mondial. La plupart de ces canaux sont navigables et permettent l'accès au golfe du Mexique. Le réseau de canaux est si grand qu'il affecte les écosystèmes et les marées.

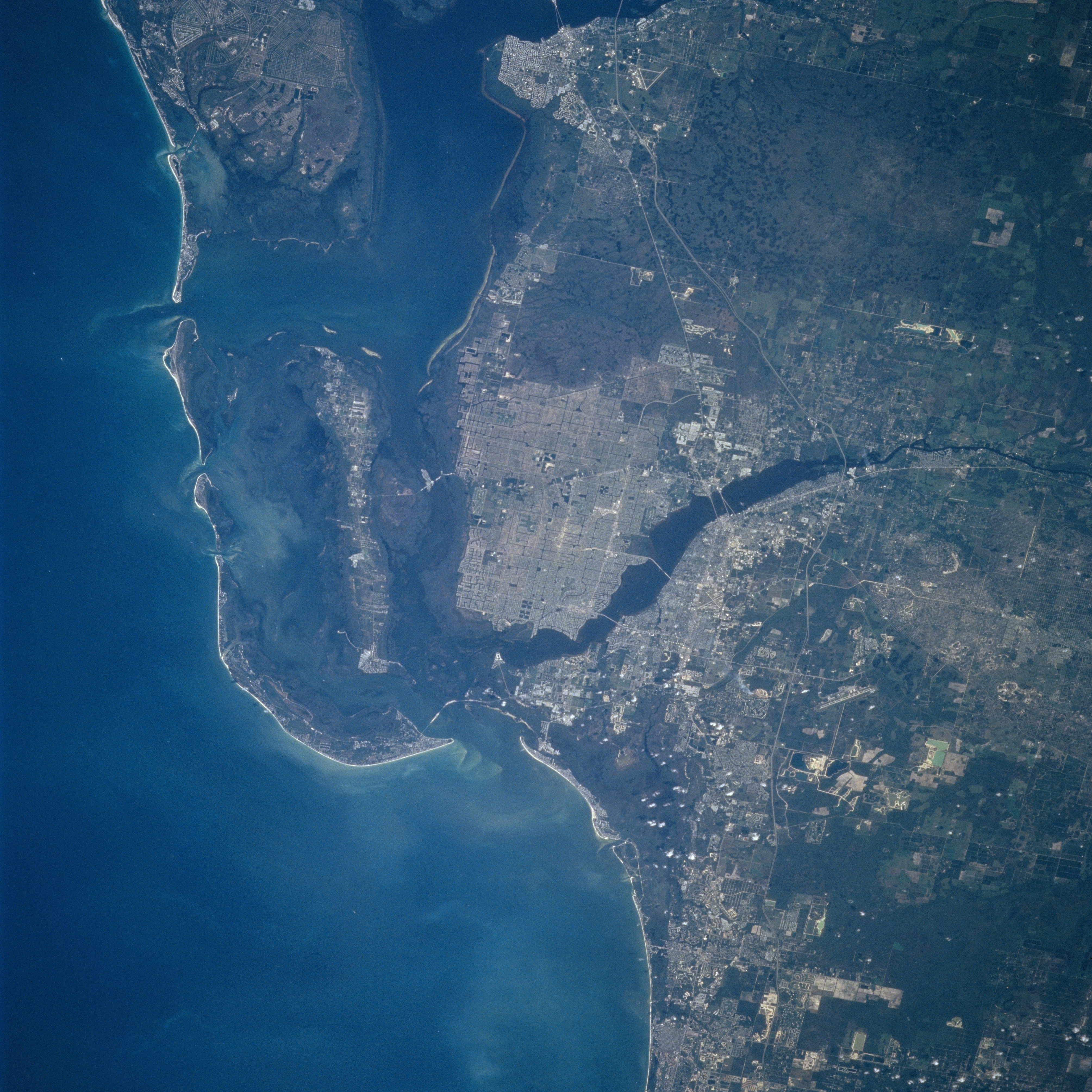
Cape Coral et Fort Myers vu de l'espace.
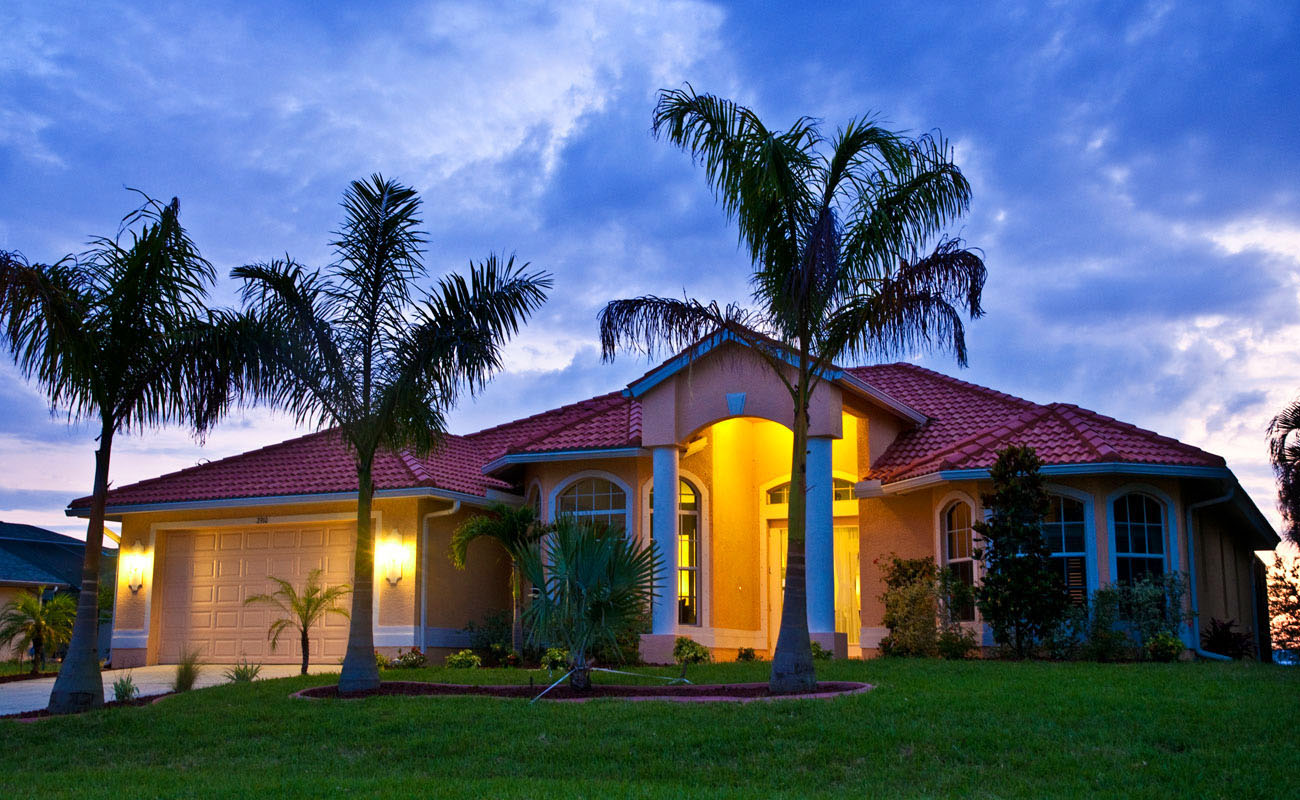
Une des résidences de Cape Coral.
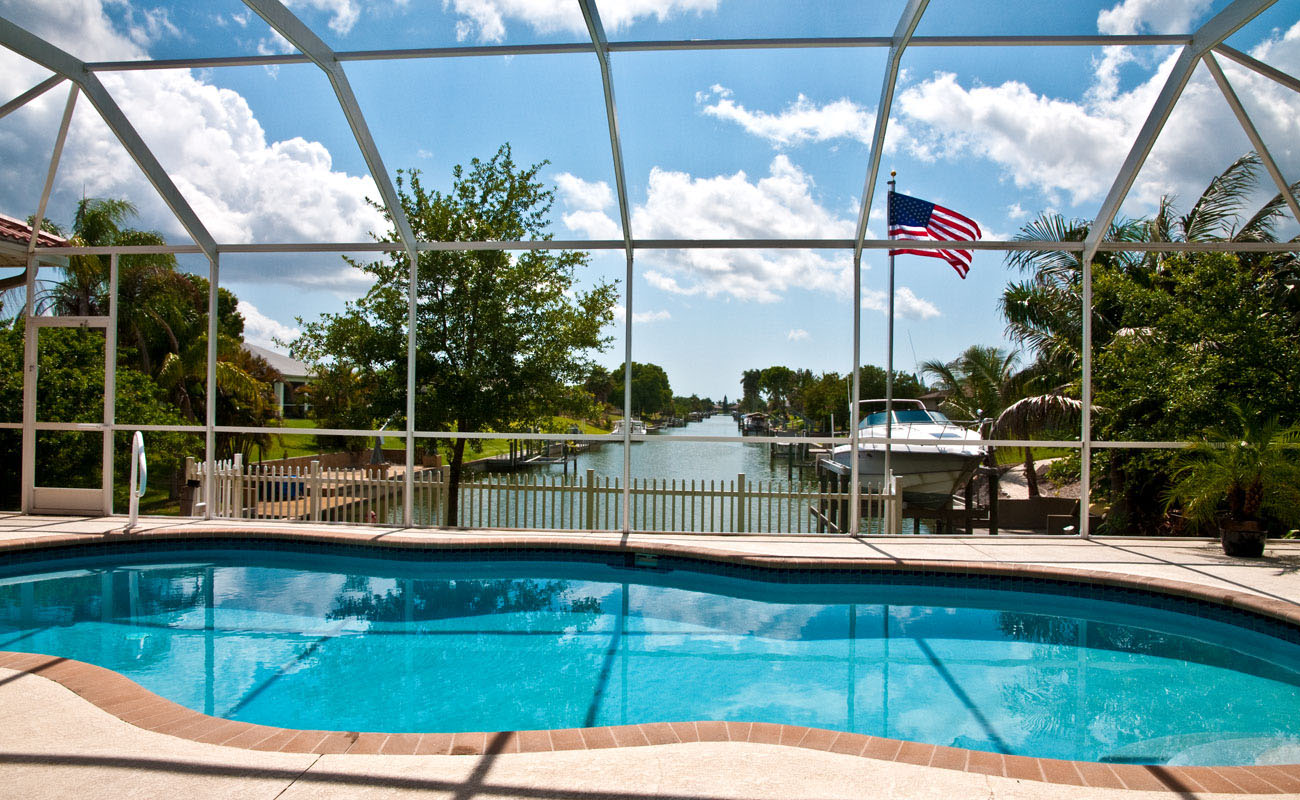
Sa piscine avec vue sur un des canaux.

### Climat
La région bénéficie de 335 jours de soleil par an, auxquels se rajoutent 30 autres jours seulement modérément ensoleillés. Les étés sont très chauds, humides et pluvieux. Les hivers sont secs avec une température modérée. La ville est affectée par les ouragans : la saison s'étend de juin à novembre.
| Mois                                  | jan.    | fév.    | mars    | avril   | mai     | juin    | jui.    | août    | sep.    | oct.    | nov.    | déc.    |
| ------------------------------------- | ------- | ------- | ------- | ------- | ------- | ------- | ------- | ------- | ------- | ------- | ------- | ------- |
| Température minimale moyenne (°C)     | 12,2    | 13,3    | 15      | 17,2    | 20,5    | 23,3    | 23,9    | 23,9    | 23,3    | 20,5    | 16,6    | 13,3    |
| Température moyenne (°C)              | 18      | 19      | 21      | 23      | 26      | 28      | 29      | 29      | 28      | 26      | 22      | 19      |
| Température maximale moyenne (°C)     | 23,9    | 25      | 26,6    | 29,4    | 31,6    | 33,3    | 33,3    | 33,3    | 32,8    | 30,5    | 27,2    | 25      |
| Record de chaleur (°C) date du record | 32 2003 | 33 1962 | 34 1980 | 36 1986 | 37 1989 | 39 1981 | 38 1942 | 38 1942 | 37 1912 | 35 1990 | 35 1986 | 32 1978 |
| Précipitations (mm)                   | 49,3    | 56,9    | 73,2    | 55,4    | 67,3    | 256,3   | 229,6   | 257,6   | 211,1   | 73,2    | 49,8    | 43,4    |

| Diagramme climatique                                  |            |            |              |              |               |               |               |               |              |              |            |
| J                                                     | F          | M          | A            | M            | J             | J             | A             | S             | O            | N            | D          |
| 23,912,249,3                                          | 2513,356,9 | 26,61573,2 | 29,417,255,4 | 31,620,567,3 | 33,323,3256,3 | 33,323,9229,6 | 33,323,9257,6 | 32,823,3211,1 | 30,520,573,2 | 27,216,649,8 | 2513,343,4 |
| Moyennes : • Temp. maxi et mini °C • Précipitation mm |            |            |              |              |               |               |               |               |              |              |            |

## Démographie
En 2010, Cape Coral était la onzième ville la plus peuplée de Floride. Plus de 60 % de la population a un âge compris entre 15 et 64 ans. La part d'habitants de moins de 25 ans dépasse la part des habitants de plus de 65 ans.
| 1970   | 1980   | 1990   | 2000    | 2010    | - |
| ------ | ------ | ------ | ------- | ------- | - |
| 10 193 | 32 103 | 74 991 | 102 286 | 154 305 | - |

| Groupe      | Cape Coral | Floride | États-Unis |
| ----------- | ---------- | ------- | ---------- |
| Blancs      | 73,5 %     | 57,9 %  | 72,5 %     |
| Noirs       | 4,3 %      | 16,0 %  | 12,8 %     |
| Asiatiques  | 1,5 %      | 2,4 %   | 4,8 %      |
| Hispaniques | 19,5 %     | 22,5 %  | 16,1 %     |
| Autres      | 6 %        | 6,6 %   | n.d.       |

En 2010, il y avait 78 948 ménages : 29,5 % d'entre eux avaient des mineurs vivant avec eux, 61,2 % étaient des couples mariés vivant ensemble, 9,3 % étaient des femmes seules. Le ménage moyen se composait de 2,49 personnes.

### Langues
En 2000, 87,18 % des habitants avaient l'anglais pour langue maternelle, pour 7,61 % des habitants il s'agissait de l'espagnol, pour 1,70 % de l'allemand, pour 1,20 % de l'italien, pour 0,61 % du français, et pour 0,41 % du tagalog. Au total, 12,81 % des habitants parlaient une autre langue que l'anglais.

## Faune et flore
La région abrite différentes espèces d'oiseaux, tels que des sauvagines, des limicoles et des passeris ; des tortues terrestres, notamment des gophères polyphèmes ; des dauphins ainsi que différentes espèces de reptiles.

### Espèces envahissantes
On dénombre trois espèces envahissantes à Cape Coral, tous les trois des grands lézards : l'iguane commun, le ctenosaura et le varan du Nil.